# Vazir Orujov
Vazir Orujov  (Vəzir Surxay oğlu Orucov) nél e 26 décembre 1956 à Khoruzlou, en République socialiste soviétique d'Azerbaïdjan et mort le 22 mars 1993 à Ağdərə, Azerbaïdjan est un citoyen azéri reconnu comme héros national de l'Azerbaïdjan. Il participe à la guerre du Karabakh.

## Vie
Vazir Oroujov est né le 26 décembre 1956 dans le village de Khoruzlou dans la région de Tərtər. Il fait ses études secondaires à l'école secondaire du village de Khoruzlou. En 1974, il est admis à l'école professionnelle de l'industrie légère de Bakou. Il est appelé au service militaire en 1975. Démobilisé de l'armée en 1977, il commence ses études professionnelles. En 1984, Oroujov déménage à Belkovo dans l'Oblast d'Arkhangelsk en Russie.

### Guerre de Karabakh et participation aux combats
Ayant appris le massacre de Khodjaly en 1992, il revient en Azerbaïdjan et entre au bataillon de défense de Tartar le 4 mai. Il commence en tant que soldat, mais est nommé un peu plus tard adjoint au commandant du bataillon grâce à ses compétences. Le jour de son arrivée, il sort de la maison sous le prétexte de partir à Tartar. Il prend l'arme d'un policier blessé qu'il a rencontré et part pour les combats à Ağdərə. 

## Mort
Le 1er septembre 1992, au cours  du combat pour le village de Tchildiran, Vazir Orujov est gravement blessé en essayant de détruire un char ennemi. Il meurt le 22 mars 1993 lors du combat pour la hauteur de Globus d’Aghdara.  Il est enterré dans l’Allée des Martyrs de Bakou. Oroujov Vazir Sourkhay reçoit le titre de Héros national de l'Azerbaïdjan ç titreposthume par le décret no 495 du 27 mars 1993 du Président de la République d'Azerbaïdjan,.
- 1992 —  Héros national de l'Azerbaïdjan.